# Marco Servilio
Marco Servilio (en latín Marcus Servilius) fue un senador romano de finales del siglo I a. C. y comienzos del siglo I, que desarrolló su carrera política bajo los imperios de Augusto y Tiberio. 

## Carrera política
Su único cargo conocido fue el de consul ordinarius en 3, bajo Augusto, aunque solo lo ejerció hasta el 30 de junio, al ser reemplazado por Lucio Volusio Saturnino como consul suffectus.
En 17, Tiberio le concedió la herencia del rico caballero romano, Pantuleyo, lo que indicaba una gran confianza y familiaridad de este emperador para con él. Esa confianza se vio reafirmada cuando en 20, Tiberio le indicó que acusase por crimen de maiestate a Emilia Lépida, esposa de Publio Sulpicio Quirino, a quien el propio emperador había pedido en público que solamente se la acusase de adulterio.

## Matrimonio y descendencia
Estaba casado con una mujer llamada Nonia, con quien tuvo un hijo, el historiador Marco Servilio Noniano, consul ordinarius en 35, bajo Caligula.